# Cacau en pols
El cacau en pols és la part del cacau desproveïda de la seva mantega. El cacau en pols s'elabora per mitjà de la reducció de la mantega mitjançant l'ús de premses hidràuliques i dissolvents alimentaris especials, que solen ser àlcalis, fins a aconseguir una textura polsegosa. El cacau en pols sovint té continguts grassos per sota del 20 % de mantega de cacau. No és el mateix cocoa en pols que cacau en pols. La cocoa és la pols del fruit del cacau, que ha estat industrialitzada i acidificada per al seu ús comercial en aliments, mentre que el cacau és el fruit del cacau que només ha estat polvoritzat però no té ni el mateix sabor ni la textura de la cocoa, ja que no ha estat processat, ni acidificat ni purificat com la cocoa.

## Història
El químic neerlandès Coenraad Johannes van Houten va ser el primer d'una sèrie d'inventors, que va aconseguir modernitzar la producció de la xocolata. El procés per a l'elaboració de xocolata sòlida va començar en les albors del segle xx. Les millores tecnològiques van fer possible no solament el 'cacau en pols', sinó que també l'aparició de la xocolata negra en pastilles i la xocolata amb llet. Tots ells són xocolates en els quals els processos mecànics i químics permetien controlar el contingut gras. El cacau en pols va donar lloc al cacau instantani.

## Elaboració
El cacau en pols s'elabora mitjançant la molta dels grans de cacau. Una vegada que s'ha molt, la grandària mitjana dels grans no supera els tres mil·límetres. La molta se sotmet a una dissolució alcalina que dissol el greix del cacau a temperatures relativament baixes. La qüestió de la temperatura és important perquè abans del segle xix aquesta operació de separació de greixos es feia amb xocolata calenta. Les propietats fisicoquímiques del cacau en pols són la seva activitat de l'aigua (aW) la qual va des de 0,1-0,35, el pH que depèn del contingut de cacau però que comunament es troba entre 5 i 6,5, el percentatge d'humitat que és d'1-1,8 % i finalment, la temperatura de conservació de lleixa la qual és de 30-39 °C.

## Usos

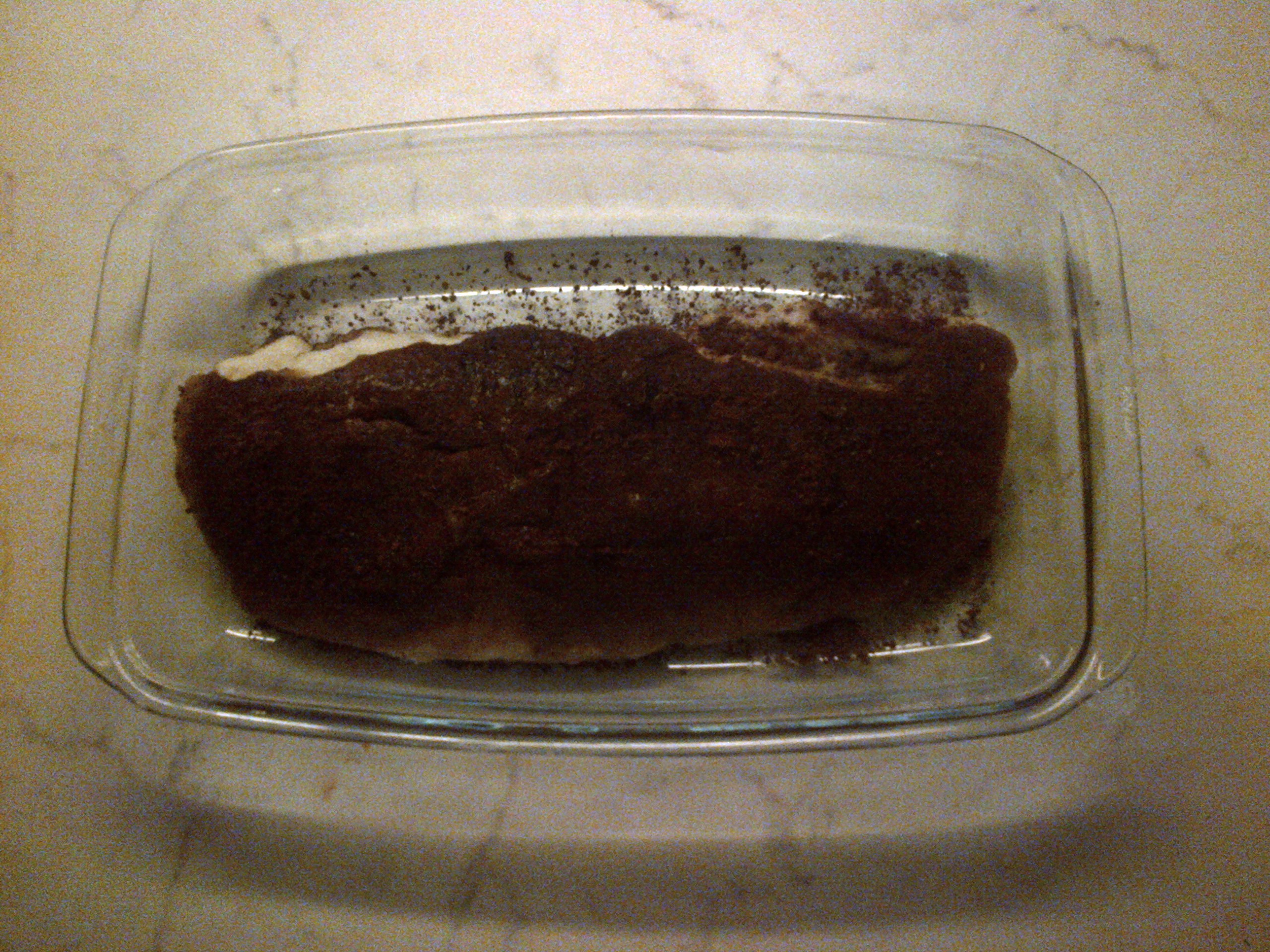
Kazandibi, unes postres de llet de la cuina turca, amb cacau espolsat per damunt.

El cacau en pols se sol emprar en la indústria xocolatera com un pas intermedi per a l'elaboració de confitures de xocolata, productes per untar (Nocilla, Nutella, xarops de xocolata, etc.). La versió més popular és possiblement l'elaboració de begudes que sovint es barregen amb llet (batuts) amb la intenció de donar sabor de xocolata a la llet. En rebosteria s'empra com a element decoratiu tant en postres com el tiramisú, com en begudes com el cafè moca, el cappuccino, etc.